# Ait Ourish
De Ait Ourish (Berbers: ⴰⵢⵜ ⵓⵔⵉⵛ), ook wel Ait Tourich of Beni Oulichek genoemd, is een stam gelegen in de Rifstreek in het noordoosten van Marokko. Enkele plaatsen die in dit stamgebied vallen zijn Bentayeb, Ouardana en Annual. Ze spreken het centraal-Riffijnse dialect.

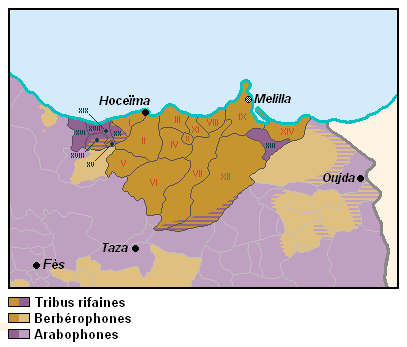
De Ait Ourish worden aangegeven met XI.

## Geschiedenis
De Ait Ourish vervult een belangrijke rol in de Riffijnse geschiedenis. Zo vond de grootste slag in de Rifoorlog (1921-1926), de Slag om Annual, plaats in dit stamgebied. In deze slag versloegen drieduizend Riffijnse strijders een modern Spaans leger van 25 duizend soldaten. Het staat tot de dag van vandaag nog altijd bekend als de Desastre de Annual.
In de omgeving rond Ben Tayeb (Annoual) werd onder Mohammed Abdelkrim El Khattabi (1882-1963) in 1920 de onafhankelijkheid op de Spaanse bezetter bevochten. Abdelkrim versloeg in 1921 in de slag om Annoual, mede dankzij de plaatselijke bevolking de Ait Ourich, de Spaanse generaal Manuel Fernández Silvestre en zijn twintigduizend man tellende leger en vervolgens de Spaanse elitetroepen, die onder bevel van Francisco Franco ter versterking naar het gebied waren gestuurd. In het nagenoeg geheel bevrijde Noord-Marokko stichtte hij de Rif-Republiek (1921-1926).
Annoual is een belangrijk gebied geweest voor de troepen van Abdelkrim ten tijde van het Spaanse protectoraat. In de omgeving van Ben Tayeb hebben twee grote veldslagen plaatsgevonden tegen de Spanjaarden; slag om Annoual in het stamgebied van Ben Tayeb en de slag bij Dhar Obaran. In het centraal gelegen Annoual werden de Spanjaarden, die vanuit Nador steeds westelijker opkwamen, opgewacht door Riffijnse vrijheidsstrijders die zich hadden verenigd. De Ait Tourich, Ait Touzine en de Ait Waryaghar hebben twee grote veldslagen op spectaculaire wijze van de Spanjaarden gewonnen, namelijk in Annoual (omgeving Ben Tayeb) en Dhar Obaran. De Ait Touzine, Ait Ourich en de Ait Waryaghar sloten een alliantie op de berg Kama in Temsamane. Deze drie stammen hadden een bondgenootschap gesloten, waarbij in geval dat de Spanjaarden hun gebied binnen zouden vallen, ze elkaar te hulp zouden schieten. De Spanjaarden kwamen met veel mankracht Temsamane binnen, het grondgebied van Temsamane viel buiten het gebied van de drie stammen.
Het trio voelden zich gedwongen om de Ait Temsamane ook te verdedigen tegen de Spanjaarden. Abdelkrim el Khattabi stuurde namens dit trio een brief naar de Spaanse generaal Silvestre met de vermelding dat indien de Spanjaarden de 'Ighzar Amekrane' (een rivier gelegen in Temsamane) overstaken, zij de oorlog aan hen verklaarden. Deze brief werd door de Spaanse Generaal en de Spaanse koning niet serieus genomen. De Spanjaarden gingen over tot actie en staken de rivier. Tot hun schrik stond daar een groep gewapende Riffijnen hun op te wachten die hen succesvol wisten te bestrijden. De Spanjaarden werden in Annual verslagen door de vrijheidsstrijders. Deze veldslag staat bekende onder de naam "Desastre de Annual"

## Substammen
De Ait Ourish zijn verdeeld over vijf substammen.
- Imzirren
  - Ait Abderrahman – Taghilast – Iaabdellaten – Ikeddaren – El Muien – Ikharchichen – Bouchidad – Iftaten – Icharqien – Aman Aitzman – Ibenouhen – Laari Ouchen – Ibacheriouen – Tanout – Ilbaien – Isekkouren – Iyouchikhen

- Ait Azrou
  - Imdahariouen – Ait Mehand Ou Ahmed – Ait Frassen – Ait Bouzian – Ait Abdelaali – Idaharien – Imerabten – Issoussanen – Talghant – M'hajer – Tarbiaat – Tisbaa' – Dar Aarab – Igarraguen – Ifakihen – Ait Et-Tahan

- Ait Jabar
  - Ait Yarrour – Ait Raho – Ifekharen – Ait Ali – Ikaabounen – Ihakkounen – Iaayaden – Yahyaten – Ait M'hand Ou Alí – Ibezaaroujjen- Iaallouchen – Chorfa Ikaderiouen

- Ait Abdeslam
  - Imahmuden – Irandanen – Aït El Haj Ali – Imalqiouiyine – Aït El Haj Mohand – Ifillusen- Aït Ben Haddou – Aït El Haj Ahmed – Iaattaren – Taliouine- Iwardanen